# FC 이르티시 파블로다르
FC 이르티시는 카자흐스탄의 축구 클럽으로, 파블로다르 주의 주도인 파블로다르를 연고로 하여, 1965년에 창단되었다. 현재 카자흐스탄 퍼스트디비전에서 활동하고 있다. 이르티시는 카자흐스탄이 독립한 이후로 만들어진 카자흐스탄 프리미어리그에서 한번도 강등된 적이 없으며, 리그 우승을 5회 기록하였다. 또한 AFC 챔피언스리그에도 여러 번 참가하여 2001년에는 준결승까지 올랐었다. 2003년에는 UEFA 챔피언스리그 예선전에 참가했었다.

## 클럽 이름의 변화
- 1965년 : FC 이르티시 (Irtysh)로 창단
- 1968년 : FC 트락토르 (Traktor)로 변경
- 1993년 : FC 안사트 (Ansat)로 변경
- 1996년 : FC 이르티시 (Irtysh)로 변경
- 1999년 : FC 이르티시-바스타우 (Irtysh-Bastau)로 변경 (후원사 때문에 변경함)
- 2000년 : FC 이르티시 (Irtysh)로 재변경

## 선수 명단

### 현역
참고: FIFA 자격 규정에 따라 소속된 국가대표팀 국기를 표시합니다. 선수는 복수의 FIFA 비회원국 국적을 가지고 있을 수 있습니다.
| 번호 | 포지션 | 국적 | 이름 |
| ---- | ------ | ---- | ---- |

| 번호 | 포지션 | 국적 | 이름 |
| ---- | ------ | ---- | ---- |

## 역대 감독
| 감독            | 임기   |
| --------------- | ------ |
| 밀란 밀라노비치 | 2019 ~ |

## 역대 우승 기록
- 카자흐스탄 프리미어리그

우승 (5): 1993, 1997, 1999, 2002, 2003
- 카자흐스탄 컵

우승 (1): 1998

## 유럽 대회 성적
| 시즌    | 대회              | 라운드     |          | 클럽     | 결과     |
| ------- | ----------------- | ---------- | -------- | -------- | -------- |
| 2003-04 | UEFA 챔피언스리그 | 예선 1회전 | 키프로스 | 오모니아 | 0-0, 1-2 |
| 2009-10 | UEFA 유로파리그   | 예선 1회전 |          |          |          |

- 이르티시는 카자흐스탄이 유럽 축구 연맹으로 옮겨오기 전에는 아시아 축구 연맹에 속해 있었기 때문에 AFC 챔피언스리그에도 4회 출전 기록이 있다.
  -  2000-01 : 4위